# Doyle (Wisconsin)
Doyle è un comune degli Stati Uniti, situato in Wisconsin, nella Contea di Barron.